# Escut del Ràfol de Salem
L'escut del Ràfol de Salem és un símbol representatiu oficial del municipi valencià del Ràfol de Salem (la Vall d'Albaida). Té el següent blasonament:
| « | D'atzur, una cornucòpia o corn de l'abundància d'or, de la qual broten productes hortícoles. Al cap, d'or, quatre pals de gules. Per timbre, una corona reial tancada. | » |

## Història
Ordre del 29 de juliol de 1987, de la Conselleria d'Administració Pública. Publicat en el DOGV núm. 648, del 25 d'agost de 1987.
El corn de l'abundància fa referència a la seva riquesa agrària, amb una agricultura sobretot de secà que ocupa la major part del terme, on predominen les oliveres, els garrofers, els presseguers, la vinya i els ametllers. Els quatre pals al·ludeixen a la seva pertinença al Regne de València.